# 蛇田村
蛇田村（へびたむら）は、昭和29年（1954年）まで宮城県牡鹿郡の北西部にあった村。

## 地理
- 河川：旧北上川

## 歴史

### 沿革
- 1666年（寛文6年）- 石巻宿の方から農民が移住。
- 1868年（明治元年）- 仙台藩から高崎藩の支配下になる。
- 1872年（明治5年）- 桃生県、石巻県、登米県、仙台県を経て、宮城県の所属になる。
- 1889年（明治22年）4月1日 - 町村制施行にともない、旧来の蛇田村単独で村制施行。
- 1933年（昭和8年）- 一部を石巻市へ編入[1]。
- 1949年（昭和24年）- 明神山・山下・山下西・鍋倉・鍋倉前・南谷地・七窪・横堤・横堤南・揚慮原（うつみはら）・揚慮原西・深淵・境谷地・清水尻・清水尻西・西中里・東中里・面剣田・水押の各全部を石巻市へ編入[1]。
- 1953年（昭和28年） - 桃生郡鹿又村との間で境界改訂が行われ[2]、鹿又村字北向の一部を編入し、鹿又村に字新堤の一部が編入された[3][1]。
- 1955年（昭和30年）1月1日 - 石巻市に編入され、石巻市蛇田となる[1]。

### 蛇田村の由来
安永風土記によれば、ツバメがくわえてきた瓜の実を植えたところ、大きな実がなり、その中から数多のヘビが出てきたため、村の南西に埋め塚を築き、名を蛇塚とした。そのため、村の名を蛇多とし、後年に蛇田と書き替えたという。

また、一説によると『上毛野田道が大蛇となって蝦夷を破った』という征夷伝説を信じた村人が蛇田道公と尊称し、それを祀ったためともある。

## 行政
- 歴代村長

| 代 | 氏名         | 就任                   | 退任                       | 備考 |
| -- | ------------ | ---------------------- | -------------------------- | ---- |
| 1  | 高瀬直記     | 明治22年（1889年）4月  | 明治25年（1892年）4月      |      |
| 2  | 菅野又甚三郎 | 明治25年（1892年）5月  | 明治36年（1903年）8月      |      |
| 3  | 川村喜十郎   | 明治36年（1903年）8月  | 明治42年（1909年）2月      |      |
| 4  | 川村豊吉     | 明治42年（1909年）3月  | 明治43年（1910年）2月      |      |
| 5  | 遠藤章平     | 明治43年（1910年）3月  | 大正2年（1913年）11月      |      |
| 6  | 大内久馬     | 大正2年（1913年）12月  | 大正10年（1921年）2月      |      |
| 7  | 菅野又甚三郎 | 大正10年（1921年）4月  | 大正14年（1925年）5月      | 再任 |
| 8  | 千葉友治     | 大正14年（1925年）5月  | 昭和5年（1930年）11月      |      |
| 9  | 木村義三郎   | 昭和5年（1930年）11月  | 昭和9年（1934年）11月      |      |
| 10 | 勝又朝治     | 昭和9年（1934年）12月  | 昭和11年（1936年）10月     |      |
| 11 | 布施長蔵     | 昭和11年（1936年）11月 | 昭和14年（1939年）12月     |      |
| 12 | 山田海秀     | 昭和15年（1940年）2月  | 昭和19年（1944年）9月      |      |
| 13 | 手塚周五郎   | 昭和19年（1944年）9月  | 昭和21年（1946年）10月     |      |
| 14 | 宍戸孔一     | 昭和22年（1947年）4月  | 昭和29年（1954年）12月31日 |      |

## 交通

### 鉄道
- 国鉄仙石線：蛇田駅

## 著名な出身者
- 北原耕也（作家）
- 布施辰治（弁護士）
- 斎藤正美（政治家）